# Thomasine Christine Gyllembourg-Ehrensvärd
Thomasine Christine Buntzen, de casada baronesa Thomasine Christine Gyllembourg-Ehrensvärd (Copenhague, 9 de noviembre de 1773 - Copenhague, 2 de julio de 1856) fue una escritora danesa.

## Biografía
El escritor Peter Andreas Heiberg la desposó antes de que tuviera 17 años. Tuvieron un hijo al año siguiente, el poeta y crítico Johan Ludvig Heiberg. En 1800, su marido fue expatriado y le concedieron el divorcio, y se casó en 1801 con el barón sueco Carl Fredrik Ehrensvärd, que era fugitivo político, implicado en el magnicidio de 1792 del rey Gustavo III de Suecia. Su segundo marido, que adoptó en apellido materno de Gyllembourg, murió en 1815.
En 1822 siguió a su hijo a Kiel, donde era profesor, y en 1825 regresó con él a Copenhague. En 1827 apareció por primera vez como autora con La familia Polonius en el periódico de su hijo Flyvende Post. En 1828 el mismo diario sacó El rey mágico y En Hverdags-Historie ("Una historia cotidiana") por cuyo éxito se le conoció hasta el final de su carrera como quien escribió una historia cotidiana, ya que su obra era anónima. 
En 1833–1834 publicó 3 volúmenes de Viejas y nuevas novelas. Y Nuevos cuentos, en 1835 y 1836. En 1839 dos novelas, El joven Montanus y Ricida; en 1840, Uno en todo; en 184, Cerca y lejos; en 1843, Correspondencia; en 1844, Los caminos cruzados; en 1845, Dos generaciones.
De 1849 a 1851 se publicaron sus obras en 12 volúmenes. El 2 de julio de 1856 murió en la casa de su hijo en Copenhague, momento en que se desenmascara su autoría.

## Obras
- Familien Polonius (1827)
- En Hverdags-Historie (1828)
- Den magiske Nøgle (1830)
- Kong Hjort (1830)
- Slægtskab og Djævelskab (1830)
- Den lille Karen (1830)
- Sproglæreren (1831) – play
- Magt og List (1831) – play
- Fregatskibet Svanen (1831) – play
- Drøm og Virkelighed (1833)
- Mesalliance (1833)
- De Forlovede (1834) – play
- Findeløn (1834)
- De lyse Nætter (1834)
- Ægtestand (1835)
- En Episode (1835)
- Extremerne (1835)
- Jøden (1836)
- Hvidkappen (1836)
- Montanus den Yngre (1837)
- Nisida (1837)
- Maria (1839)
- Een i Alle (1840)
- Nær og fjern (1841)
- Jens Drabelig (1841)
- En Brevvexling (1843)
- Korsveien (1844)
- Castor og Pollux (1844)
- T'o Tidsaldre (1845)